# Janusz Drachal
Janusz Drachal (ur. 17.08.1953) – polski prawnik i urzędnik państwowy, członek Krajowej Rady Sądownictwa, w latach 2015–2020 prezes Izby Gospodarczej i wiceprezes Naczelnego Sądu Administracyjnego.

## Życiorys
Ukończył studia prawnicze na Wydziale Prawa i Administracji Uniwersytetu Warszawskiego. Autor publikacji (w tym czterech książek) z zakresu ochrony praw i wolności człowieka oraz prawa administracyjnego, w tym postępowania przed sadami administracyjnymi, a także współautor komentarzy do ustaw (m.in. do Prawa o postępowaniu przed sądami administracyjnymi). Wykładowca postępowania administracyjnego i sądowoadministracyjnego, dostępu do informacji publicznej oraz organizacji sądownictwa administracyjnego dla studentów, urzędników i asystentów sędziów.
Od 1980 pracował w Naczelnym Sądzie Administracyjnym w ramach Biura Orzecznictwa. W 1987 uczestniczył w pracach nad powołaniem urzędu Rzecznika Praw Obywatelskich, w Biurze RPO od stycznia 1988 do czerwca 1995 kierował departamentem gospodarki komunalnej i mieszkaniowej. W 1995 powołany na stanowisko sędziego Naczelnego Sądu Administracyjnego, zajmował się w nim analizą sądownictwa administracyjnego w ramach Biura Orzecznictwa oraz modelem dwuinstancyjnym sądownictwa administracyjnego. W latach 2004–2015 pełnił funkcję przewodniczącego Wydziału Informacji Sądowej NSA i rzecznika prasowego, zaś od 2014 do 2018 zasiadał w Krajowej Radzie Sądownictwa. Od 1 stycznia 2004 orzekał w Izbie Gospodarczej NSA, zaś 18 marca 2015 został powołany na stanowisko jej prezesa i zarazem wiceprezesa NSA (objął je z dniem 31 marca). Jego kadencja upłynęła 9 kwietnia 2020, kiedy to przeszedł w stan spoczynku. Z racji niemożności wyboru następcy w czasie pandemii COVID-19 jego obowiązki tymczasowo przejęła Joanna Sieńczyło-Chlabicz.